# Jiří Třešňák
Jiří Třešňák (30. července 1938 Mělník - 12. ledna 2011 Mělník) byl český politik, počátkem 21. století poslanec Poslanecké sněmovny za ČSSD.

## Biografie
Absolvoval střední průmyslovou školu chemickou. Od roku 1960 byl zaměstnancem Elektrárny Mělník. V letech 1971-1974 musel odvětví energetiky dočasně opustit. Od roku 1974 pracoval v podniku Výstavba elektráren. Od roku 1990, kdy byl profesně rehabilitován, opětovně nastoupil do podniku ČEZ, a. s. - Elektrárna Mělník, kde pracoval coby člen projektového týmu „Odsíření Elektráren Mělník II, III“. V roce 1999 se uvádí jako člen dozorčí rady firmy ČEZ.
V komunálních volbách roku 1998 a komunálních volbách roku 2002 byl zvolen do zastupitelstva obce Horní Počaply za ČSSD. komunálních volbách roku 2006 a komunálních volbách roku 2010 sem kandidoval neúspěšně. Profesně se k roku 1998 uvádí jako technik, k roku 2002 coby poslanec, následně v roce 2006 jako chemik a v roce 2010 coby důchodce.
Ve volbách v roce 2002 byl zvolen do poslanecké sněmovny za ČSSD (volební obvod Středočeský kraj). Byl členem sněmovního hospodářského výboru. Ve sněmovně setrval do voleb v roce 2006.